# レオザフットボール
Leo the football（レオザフットボール、1986年11月18日 - )は、日本のYouTuber、サッカー指導者(東京都二部シュワーボ東京）、実業家、歌手。元お笑い芸人。福島県出身。
現在は、東京都社会人サッカー連盟2部・シュワーボ東京の監督兼オーナーを務める。

## 来歴

### お笑い芸人
NSC東京校11期生。同期はチョコレートプラネット、シソンヌ、向井慧（パンサー）など。
2005年に斉藤マサツグとお笑いコンビ「バウンサー」を結成。NSCを首席で卒業した。バウンサーは2011年8月に解散。同年9月にちゃまとスーパーマッシュパーティーを結成。2013年、解散。

### YouTube
2016年、自身のYouTubeチャンネル、レオザフットボールを開設。主にサッカーの戦術について発信する。ちゃまのサッカーゲーム実況配信に参加していたことを受けて開設し、レオザ自身は「のれん分け」と称している。当初はバイトしながらの配信であったが、2020年にはバイトなしでも食べていける状態になる。この頃には1日1本、試合を見て、分析し、配信するというスタイルを確立。
2022年は現日本代表選手である守田英正、2023年は元代表の主力だった酒井宏樹、2024年には同じく代表の佐野海舟と自身のYouTubeチャンネルで対談をする。 。その他、FC町田ゼルビアの現監督である黒田剛やアナウンサーの、古舘伊知郎などとも対談をしている。
YouTube発の新サッカーリーグ「ReelZ LEAGUE」所属のリベンジャーズの監督に2022年8月に就任したが、運営の不備が主な理由で2022年12月に辞任している。

## 人物
- スーパーマッシュパーティー解散後にYouTubeでの活動を始める。自身がオーナーである東京都社会人サッカー連盟2部所属(2025年時点)のシュワーボ東京の監督も務める[1]。現在漫才は行っていないが事実上芸人は廃業しておらず、配信やサッカー指導も「芸人という哲学」で行っているという[10]。
- 名久井レオの名義でアーティスト活動も行っており、『見上げない星空』『Shots on Goal』『OK, Shootingstar.』『Vito』などの曲を作成している[11][12]。
- プロレスと競馬と歴史(主に戦国時代)が好きでよく話題に出す[13]。サッカーに興味を持ったのもプロレス団体・WWE中継を見るためスポーツ専門チャンネルのJsportsに加入し、そこでスペインリーグを見たのがきっかけである[2]。
- 旧姓は庄司。苗字を変更した理由として、「名久井麗雄の方が旧名より進化した感覚があり、奥さんの苗字を庄司に変えるとしっくりこなかった」ためと、結婚相手に婿入りしたことを自ら明かした。また名前も「太郎」にある可能性があったが、父親が大多数の意見を押し切って、「麗雄」にしたらしく、本人はそのことに感謝している[14]。
- 尊敬する人物は千原ジュニア[10]、古舘伊知郎　など。
- 自身では「プライドの高さと低さを共存させている」と自己評価しており、具体的には失敗を見せ続けるのが嫌で、誰に言われても改善できるところは改善する[2]。これは芸人時代からの気質だという[2]。適当なことを言ってると思われるのが嫌で、配信時には台本を作成し、アウトプットのためのインプットも欠かさず行っている[4]。

## シュワーボ東京
シュワーボ東京（シュワーボ とうきょう）は、東京都をホームタウンとするサッカークラブである。Jリーグ加盟を目指すクラブの一つである。

### 概要
2020年にYouTuber、レオザフットボールが「FC ŠVABO」を創設。2023年に「シュワーボ東京」へ名称を変更。クラブ名はイビチャ・オシムのニックネーム、シュワーボからきている。
2023年よりJリーグ加入を目指しスポンサー契約や一部の選手とプロ契約を結んでいる。
2024年11月、入団した全選手に対し、報酬として毎月最低1万円(月最高報酬額20万円)を支給することを発表した。

### 歴史
- 2020年
  - 前身の「FC ŠVABO」を設立。
- 2021年
  - 東京都社会人サッカーリーグ4部に参入。
- 2023年
  - クラブ名を「シュワーボ東京」に変更。
  - 東京都社会人サッカーリーグ4部1ブロックで優勝し、3部昇格を決める。
- 2024年
  - 東京都社会人サッカーリーグ3部6ブロックで優勝し、2部昇格を決める。
  - 強化部を新設。強化部長に寺田一太が就任。
- 2025年
  - 株式会社シュワーボの代表である笠原和貴が退任。

### 成績

#### リーグ戦
| 年度 | 所属               | 順位 | 勝点 | 試合 | 勝 | 分 | 敗 | 得 | 失 | 差 |
| 2021 | 東京都4部Fブロック | 4位  | 15   | 7    | 5  | 0  | 2  | 13 | 3  | 10 |
| 2022 | 東京都4部2ブロック | 5位  | 18   | 8    | 4  | 3  | 1  | -  | -  | 27 |
| 2023 | 東京都4部1ブロック | 優勝 | 27   | 9    | 9  | 0  | 0  | 75 | 3  | 72 |
| 2024 | 東京都3部6ブロック | 優勝 | 26   | 10   | 8  | 2  | 0  | 31 | 2  | 29 |

### タイトル
- 東京都社会人サッカーリーグ
  - 4部1ブロック：1回（2023年）
  - 3部6ブロック：1回（2024年）

### 所属選手・スタッフ

#### スタッフ
| 役職               | 名前       | 備考                     |
| オーナー/監督      | 名久井麗雄 |                          |
| 強化部長           | 寺田一太   | GKコーチを兼任           |
| 営業部長           | 山本一翔   | 株式会社OnlyX 代表取締役 |
| 執行役員           | 影山秀人   | 株式会社AxisI 代表取締役 |
| スタッフ           | 安齋満喜生 |                          |
| トレーナー         | 冨坂佳彦   |                          |
| トレーナー         | 佐藤紘彰   |                          |
| トレーナー         | 工藤晃太   |                          |
| ドクター           | 大西功馬   |                          |
| チームマネージャー | 番場真由   |                          |

#### 選手
| Pos | No.                    | 選手名                          | 前所属       | 備考 |
| GK  | 1                      | 伊藤琉偉                        | 法政大学     |      |
| GK  | 13                     | 深宮祐徳                        | SAKURA FC    |      |
| GK  | 62                     | 永井健介                        | 鹿屋体育大学 |      |
|     |                        |                                 |              |      |
| DF  |                        |                                 |              |      |
| 2   | 成田翔紀               | 國學院大學                      |              |      |
| 3   | 渡邉光陽               | 法政大学                        |              |      |
| 4   | 川橋優斗               | JSC千葉                         |              |      |
| 5   | 前田大地               | 立教大学                        |              |      |
| 10  | 西光寺蓮               | 成立学園                        | キャプテン   |      |
| 16  | 松山ジョセフ丈         | 国士舘大学                      |              |      |
| 18  | 髙橋和洋               | FKコザラ・グラディシュカ        |              |      |
| 28  | 渡部勇人               | 金沢学院大学                    |              |      |
| 45  | 大森虎之介             | UNBC Timberwolves               | 副キャプテン |      |
| 50  | 鈴木琉斗               | 山梨学院高校                    |              |      |
| 77  | 稲田翔真               | 関西学院大学                    |              |      |
| 99  | 橋本英治               | 昌平高校                        |              |      |
|     |                        |                                 |              |      |
| MF  |                        |                                 |              |      |
| 6   | 大竹悠聖               | Y.S.C.C.横浜                    |              |      |
| 14  | 小畑慶太郎             | ジョイフル本田つくばFC          |              |      |
| 19  | 渡邊純平               | 29de septiembre                 |              |      |
| 29  | 西沢凛音               | 阪南大学                        |              |      |
| 30  | 瓜谷紫                 | COEDO KAWAGOE F.C               |              |      |
| 66  | 根角裕基               | KASUKA FC                       |              |      |
| 90  | 内山玄太               | 中央学院大学                    |              |      |
|     |                        |                                 |              |      |
| FW  |                        |                                 |              |      |
| 9   | 秦ジェイシー丈司       | Y.S.C.C.横浜セカンド            |              |      |
| 11  | 橋村龍ジョセフ         | 情熱ロンリネスFUCHU(フットサル) |              |      |
| 15  | 栗原イブラヒムジュニア | SC相模原                        |              |      |
| 17  | 山内太陽               | 昌平高校                        |              |      |

- 2025年7月8日現在

#### かつて所属していた主な選手
- 高野歩夢(2023年3月-8月)
- 村松知輝(2023年3月-11月)
- 能登正人(2023年2月-2024年3月)
- 草宏禎(2023年10月-2024年3月)
- 石津快(2025年2月-6月)

#### 歴代代表
初代 : 笠原和貴(2020年-2025年6月)

### スタジアム・練習場

#### スタジアム
ホームスタジアムは所有していない。

#### 練習場
所沢航空記念公園、清瀬内山運動公園などで練習を行なっている

### ユニフォーム

#### ユニフォームスポンサー
| 掲出箇所 | スポンサー名      | 表記             | 掲出年  | 備考           |
| 胸       | Kiii              | Kiii             | 2025年- |                |
| 鎖骨     | 株式会社ダブル    | DOUBLe           | 2025年- | 左側に掲出     |
| 鎖骨     | 株式会社Inception | INCEPTION        | 2024年- | 右側に掲出     |
| 背中     | 株式会社通販の虎  | 株式会社通販の虎 | 2025年- | 上部に掲出     |
| 背中     | 株式会社CLINK     | CLINK            | 2025年- | 下部に掲出     |
| 袖       | あき歯科医院      | あき歯科医院     | 2025年- | 左側に掲出     |
| パンツ   | tsui              | tsui             | 2025年- | 左足前面に掲出 |
| パンツ   | 年収エージェント  | 年収エージェント | 2025年- | 右足背面に掲出 |

#### 歴代ユニフォームスポンサー表記
| 年度 | 箇所                 | 箇所   | 箇所      | 箇所             | 箇所      | 箇所               | 箇所         | 箇所             | サプライヤー       |
| 年度 | 胸                   | 鎖骨左 | 鎖骨右    | 背中上部         | 背中下部  | 袖左               | パンツ前面   | パンツ背面       | サプライヤー       |
| 2020 | -                    | -      | -         | -                | -         | -                  | -            | -                | -                  |
| 2021 | -                    | -      | -         | -                | -         | 英語攻略ドットコム | -            | -                | PixoAleiro         |
| 2022 | -                    | -      | -         | -                | -         | 英語攻略ドットコム | -            | -                | PixoAleiro         |
| 2023 | FIT PLACE/espajio    | -      | -         | -                | -         | 英語攻略ドットコム | -            | -                | PixoAleiro/espajio |
| 2024 | NEW GENERATION GROUP | -      | -         | EVANE            | INCEPTION | 英語攻略ドットコム | TABIO SPORTS | -                | espajio            |
| 2025 | Kiii                 | DOUBLe | INCEPTION | 株式会社通販の虎 | CLINK     | あき歯科医院       | tsui         | 年収エージェント | espajio            |

## 監督成績
- シュワーボ東京(FC SVABO) 監督
  - 2021年 第55回東京都社会人サッカーリーグ4部 グループF 4位[16]。(FC SVABO)
  - 2022年 第56回東京都社会人サッカーリーグ4部 4-2ブロック 5位[17]。(FC SVABO)
  - 2023年 第57回東京都社会人サッカーリーグ4部リーグ 1ブロック 優勝[18]
  - 2024年 第58回東京都社会人サッカーリーグ3部リーグ 6ブロック 優勝
- 早稲田大学稲穂キッカーズ 分析官 (2020年)
- インフルエンサーサッカーチーム リベンジャーズ 監督 (2022年)
  - vs西武台高校　●0-3
  - vs明秀学園日立　●1-2
  - vs成城大学　△1-1
  - vsFC GRAN SUMA(大学生限定チーム) ●0-1
  - vs南葛SC ●0-1
  - vs Winners ●1-2

## ディスコグラフィ

### 配信シングル
| # | 発売日         | タイトル         | 規格 | 備考                           | 出典   |
| - | -------------- | ---------------- | ---- | ------------------------------ | ------ |
| 1 | 2021年5月27日  | 異形の花         | 配信 |                                | [ 19 ] |
| 2 | 2021年10月18日 | 見上げない星空   | 配信 |                                | [ 19 ] |
| 3 | 2022年4月24日  | Lonely All Night | 配信 |                                | [ 19 ] |
| 4 | 2022年12月14日 | OK,Shooting Star | 配信 |                                | [ 19 ] |
| 5 | 2023年6月27日  | HONEY BUDDY      | 配信 |                                | [ 19 ] |
| 6 | 2023年12月6日  | I Have a Dream   | 配信 |                                | [ 19 ] |
| 7 | 2024年1月12日  | 99.9             | 配信 | シュワーボ東京公式テーマソング | [ 19 ] |
| 8 | 2024年8月28日  | The Trip         | 配信 |                                | [ 19 ] |
| 9 | 2024年10月22日 | VAR              | 配信 |                                | [ 19 ] |

## 出演
テレビ番組

- マンデーフットボール(2024年11月18日、フジテレビ)

ラジオ番組
- ２０５０フットボール (2024年度後半期、NHKラジオ第1放送)[20]

インターネット番組
- 徹底討論ch＃001"サッカー日本代表徹底討論" (2022年11月4日、YouTube - 徹底討論ch）
- 徹底討論ch＃002サッカー日本代表の未来は!?次のW杯でベスト8を実現するため生討論SP!(2022年12月8日、YouTube - 徹底討論ch）
- ブライトンVSウルブス（2023年4月29日、Abema TV）[21]
- ボーンマスVSマンチェスターユナイテッド（2023年5月20日、Abema TV）
- チェルシーVSニューカッスル（2023年5月29日、Abema TV）
- ウルブスVSブライトン   (2023年8月19日、Abema TV)
- ボーンマスVSトッテナム   (2023年8月26日、Abema TV)
- リヴァプールVSウェストハム   (2023年9月24日、Abema TV)
- FC町田ゼルビアをつくろう〜ゼルつく～（2024年、ABEMA）解説[22]

## 書籍
- Leo the footballのしゃべくりサッカー部 欧州編 (2019年1月30日、三栄書房) ISBN 978-4779640988
- 風雲戦国 フットボール Leo the football の しゃべくりサッカー部 (2020年1月30日、三栄書房) ISBN 978-4779640988
- 蹴球学 名将だけが実践している8つの真理 (2023年6月2日、KADOKAWA) ISBN 9784046061423